# ナポリ音楽院

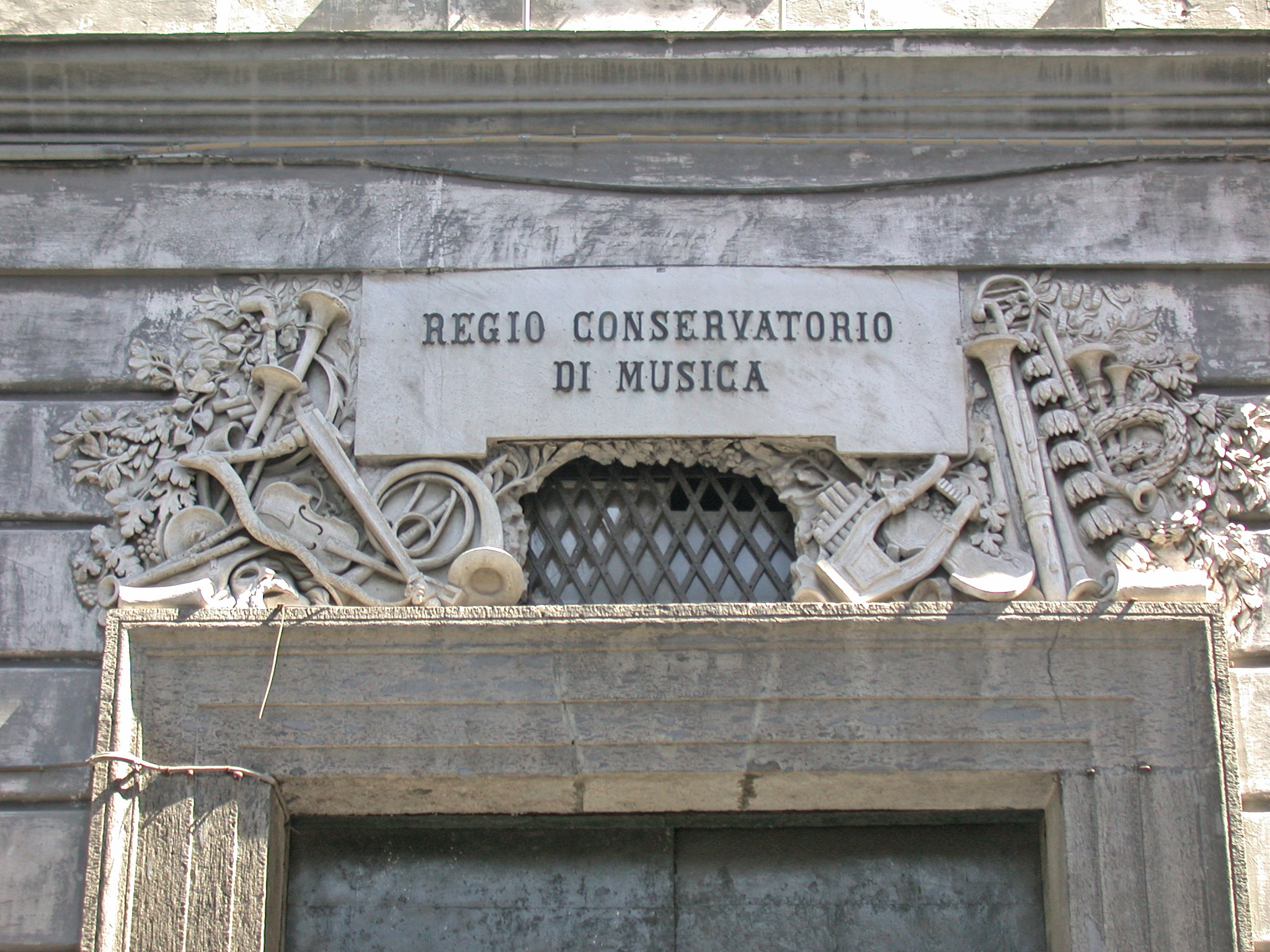
音楽院の看板

ナポリ音楽院（正式にはサン・ピエトロ・ア・マイエッラ音楽院 Conservatorio di musica San Pietro a Majella）は、南イタリア、ナポリにある音楽院。サン・ピエトロ・ア・マイエッラ教会の複合施設中に位置している。
この音楽院はもともと修道院であったサン・セバスティアーノ（San Sebastiano）の教会に入居しており、1807年に設立されたサン・セバスティアーノ音楽院（Conservatorio di San Sebastiano）だった。これはサンタ・マリア・ディ・ロレート音楽院（Santa Maria di Loreto）、サントノフリオ・ア・ポルタ・カプアーナ音楽院（Sant'Onofrio a Porta Capuana）、ピエタ・デイ・トゥルキーニ音楽院（Pietà dei Turchini）が合併したものである。音楽院はレアル・コッレージョ・ディ・ムージカ（Real Collegio di Musica）としても知られるようになり、1826年以降は現在の場所に移動してサン・ピエトロ・ア・マイエッラ音楽院となった。

## サン・ピエトロ・ア・マイエッラ音楽院
音楽院と隣接する教会は、今日ではともに旧サン・ピエトロ・ア・マイエッラ修道院複合施設の一部である。修道院は13世紀末に建造され、後のローマ教皇ケレスティヌス5世となる修道士ピエトロ・ダ・モノーヌに1294年に捧げられた。音楽院の図書館には、ナポリに住み、活動した作曲家の人生や音楽作品に関する貴重な資料が収蔵されている。中にはアレッサンドロ・スカルラッティ、ペルゴレージ、チマローザ、ロッシーニ、ベッリーニ、ドニゼッティなどが含まれる。1904年頃に有名な「チャールダーシュ」を作曲したモンティは、この音楽院でヴァイオリンと作曲を学んでいる。他にも、多くのアメリカのオーケストラでフルート奏者を務め、イーストマン音楽学校の教員となったレオナルド・デ・ロレンツォは音楽院の卒業生である。歴史博物館には珍しい昔の楽器が展示されている。

## 歴代の音楽院

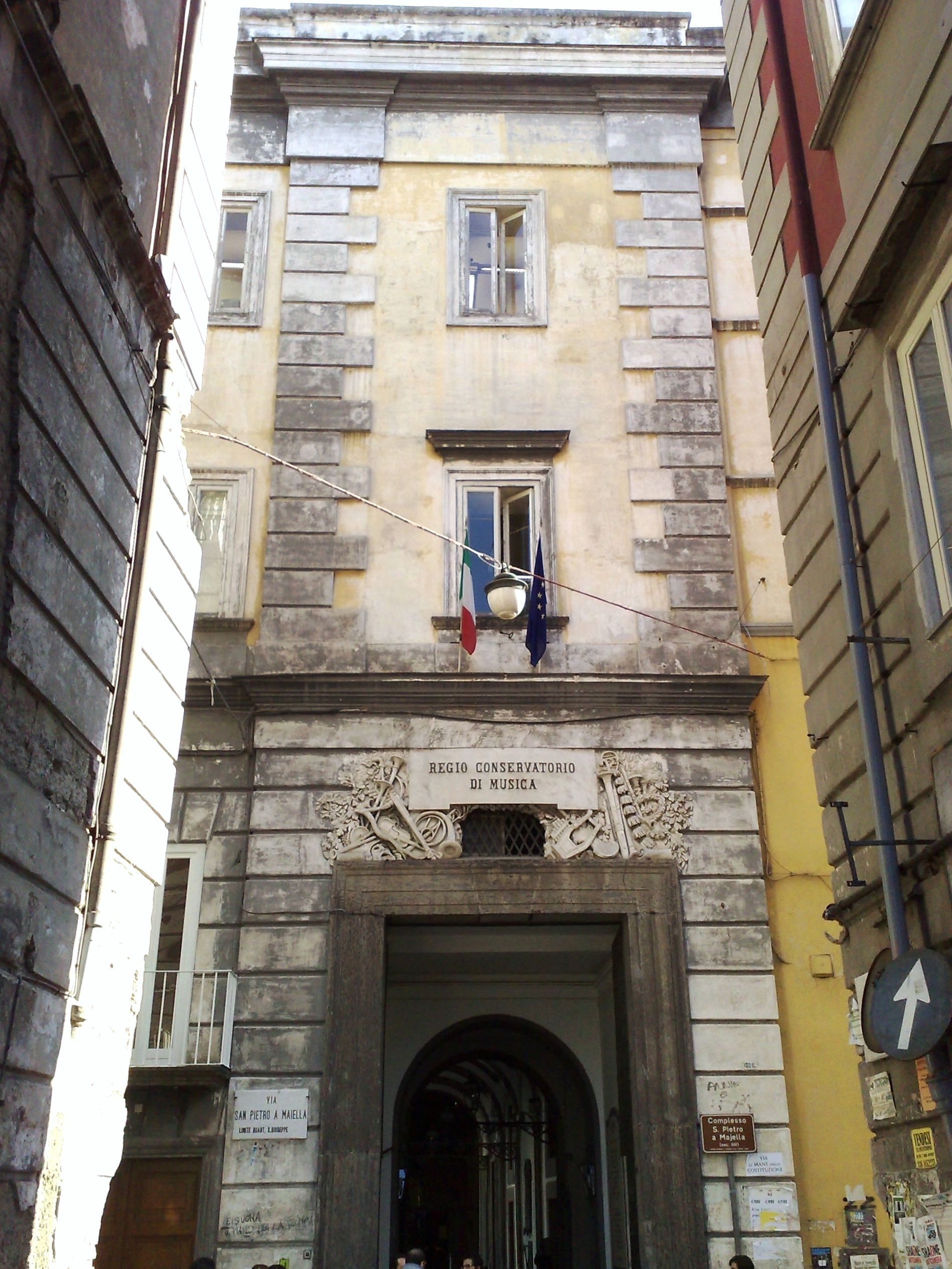
音楽院の正面玄関

サン・ピエトロ・ア・マイエッラはナポリの地で営まれてきた長い音楽院の歴史において、最も新しいものである。その始まりは16世紀初頭、町のスペイン統治下での属州化の時期に遡る。当時存在した音楽院は「サンタ・マリア・ディ・ロレート」、「ピエタ・デイ・トゥルキーニ」、「サントノフリオ・ア・カプアーナ」と「ポーヴェリ・ディ・ジェズ・クリスト Poveri di Gesù Cristo」であった。
子どもへ教会音楽に慣れさせる土壌としてのみならず、17世紀の始めに一度は花開いた商業音楽の世界への養成学校として、名声を博していたのである。

### サンタ・マリア・ディ・ロレート音楽院
1537年創立のこの音楽院は、スペインが有名な総督Pedro Álvarez de Toledoの下、ナポリの町に勢力を伸ばしてき始めた際には運営されていた、ナポリ市に元々あった音楽学校である。また、初めての宗教音楽の学校である。この学校の卒業生にはチマローザがいる。古地図によると、この音楽学校は町から離れた海際の区画である「ボルゴ borgo」に建っていたことになっている。このため、学校の建物はナポリに対する南東方向からの攻撃に備えるスペインの要塞として、優れた機能を発揮することになった。

### サントノフリオ・ア・ポルタ・カプアーナ音楽院
この音楽院の歴史は1578年まで遡ることができ、ニコロ・ヨンメッリ、ジョヴァンニ・パイジエッロ、ニコロ・ピッチンニ、アントニオ・サッキーニという、18世紀のナポリの音楽における4人の巨匠が輩出している。イタリアのバロック音楽の作曲家クリストフォロ・カレザーナは、1667年から1690年まで学長を務めていた。当時の建物は現存しており、裁判所であるナポリ正義のホール、旧ヴィカリア（Vicaria）の道を挟んで北側に建っている。

### ピエタ・デイ・トゥルキーニ音楽院
サンタ・マリア・ディ・ロレート音楽院（コンセルバトーリオ・サンタ・マリア・ディ・ロレート）は、ナポリの四か所の音楽院で最も古い音楽院である。
この音楽院の建物は1583年建造であり、市役所に近いメディナ通り（Via Medina）に建っている。今も崇められているピエタ・デイ・トゥルキーニ教会には、4つの主要な音楽院の中でこの学校が果たした役割を解説する銘碑が掲げられている。"conservatory"という単語は、元来孤児や若い女性を"conserve"（保護）する場所を表していた。保護されていた彼らに与えられる指示は全て音楽によって伝えられた。このため、"conservatory"に今日の『音楽学校』という意味が生まれたのである。しかしながら、19世紀までには"conservartory"の学生の大半は孤児ではなくなっていた。
この音楽院の優れた能力は卒業生の顔ぶれを見れば明らかである。ジョヴァンニ・サルヴァトーレ、フランチェスコ・プロヴェンザーレ、ガエターノ・グレコ、ニコラ・ファーゴ、ロレンツォ・ファーゴ（ニコラの息子）、カルミネ・ジョルダーニ、ニコロ・ヨンメッリ、ミケーレ・デ・ファルコ、レオナルド・レーオ、ジュゼッペ・デ・マーヨ、ニコラ・サーラ、ジローラモ・アボス、パスクアーレ・カファーロ、パスクアーレ・エッリチェッリ、ジャーコモ・トリット、フェルディナンド・オルランディ、ガスパーレ・スポンティーニ、ジュゼッペ・ファリネッリ、そしてルイージ・ラブラーシュである。
この音楽院で教鞭を執ったのは、上記の卒業生を含む人物たちである。ジョヴァンニ・マリア・サビーノ、エラズモ・バルトリ、ジョヴァンニ・サルヴァトーレ、フランチェスコ・プロヴェンザーレ、クリストフォロ・カレザーナ、ジェンナーロ・ウルシーノ、ニコラ・ファーゴ、ロレンツォ・ファーゴ、ニコラ・サーラ、ジローラモ・アボス、パスクアーレ・カファーロ、ジャーコモ・トリットらである。

### ポーヴェリ・ディ・ジェス・クリスト音楽院
この音楽院はフランシスコ会の修道士マルチェッロ・フォッサターロ（Marcello Fossataro）が、1589年に設立したものである。建物はデイ・トリブナーレ通り（Via dei Tribunale）のサンタ・マリア・コロンナ（Santa Maria Colonna）教会に隣接している。この学校に縁の深い著名人は、1620年から1627年に文法の指導者だった哲学者のジャンバッティスタ・ヴィーコである。この音楽院における音楽の分野での著名人はフランチェスコ・ドゥランテ、ガエターノ・グレコ、ニコラ・ポルポラ、ジョヴァンニ・ペルゴレージなどである。この音楽学校は1743年11月で閉校させられ、司祭養成の神学校へと改組することになった。

### サン・セバスティアーノ音楽院
1806年、ナポレオンの兄のジョゼフがナポリ王に即位し、フランス第一帝政による支配の時代へと突入した。帝国においては修道院の運営方法も大きく変わらざるを得ず、当時3つ残っていた修道院の音楽学校は合併してサン・セバスティアーノ教会の建物一つにまとめられた。これは現在の音楽院から、そう遠くない位置であった。最終的に、1826年に場所を移動して現在の音楽院となった。 

## 著名な卒業生

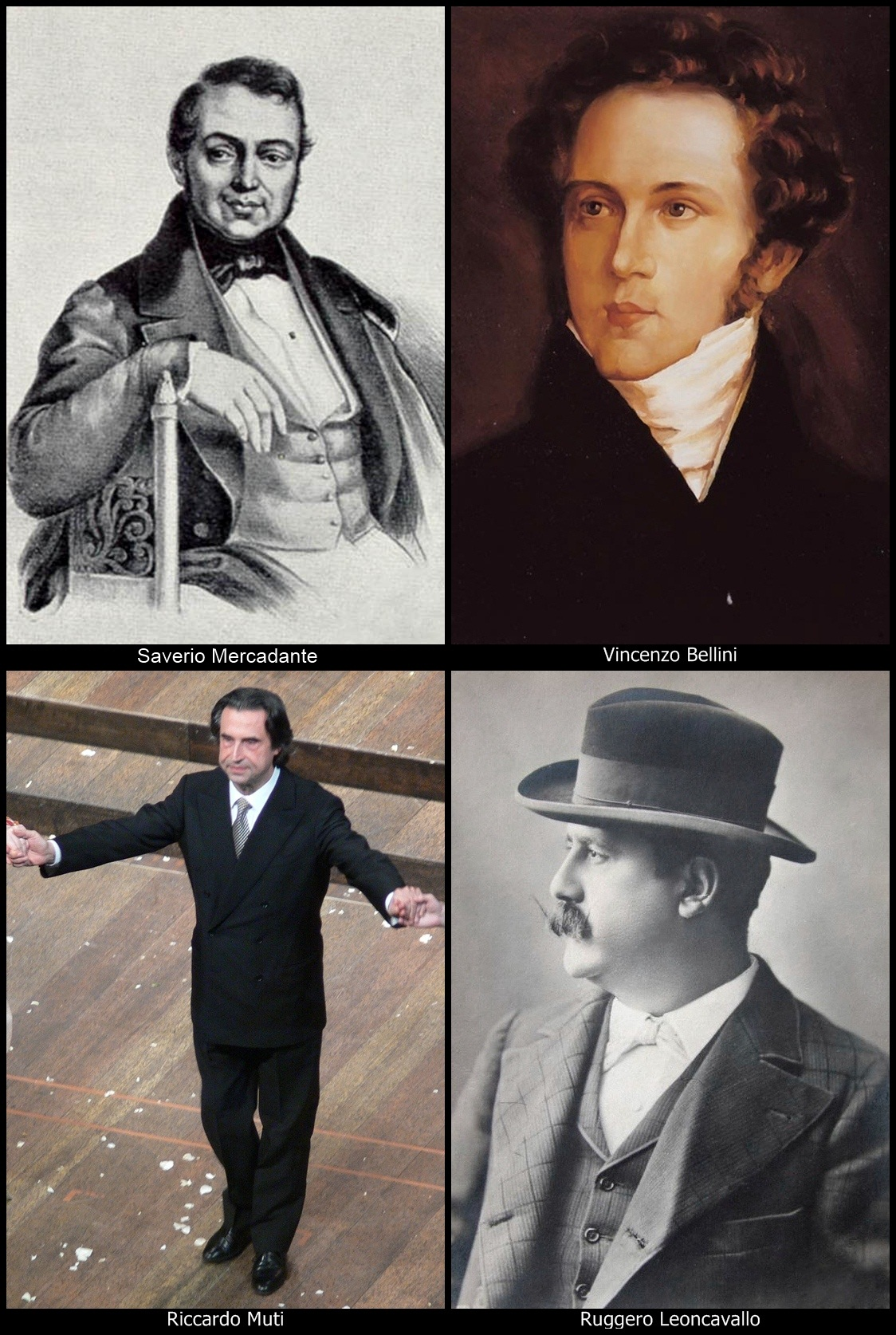
左上から時計回りにメルカダンテ、ベッリーニ、レオカヴァッロ、ムーティ

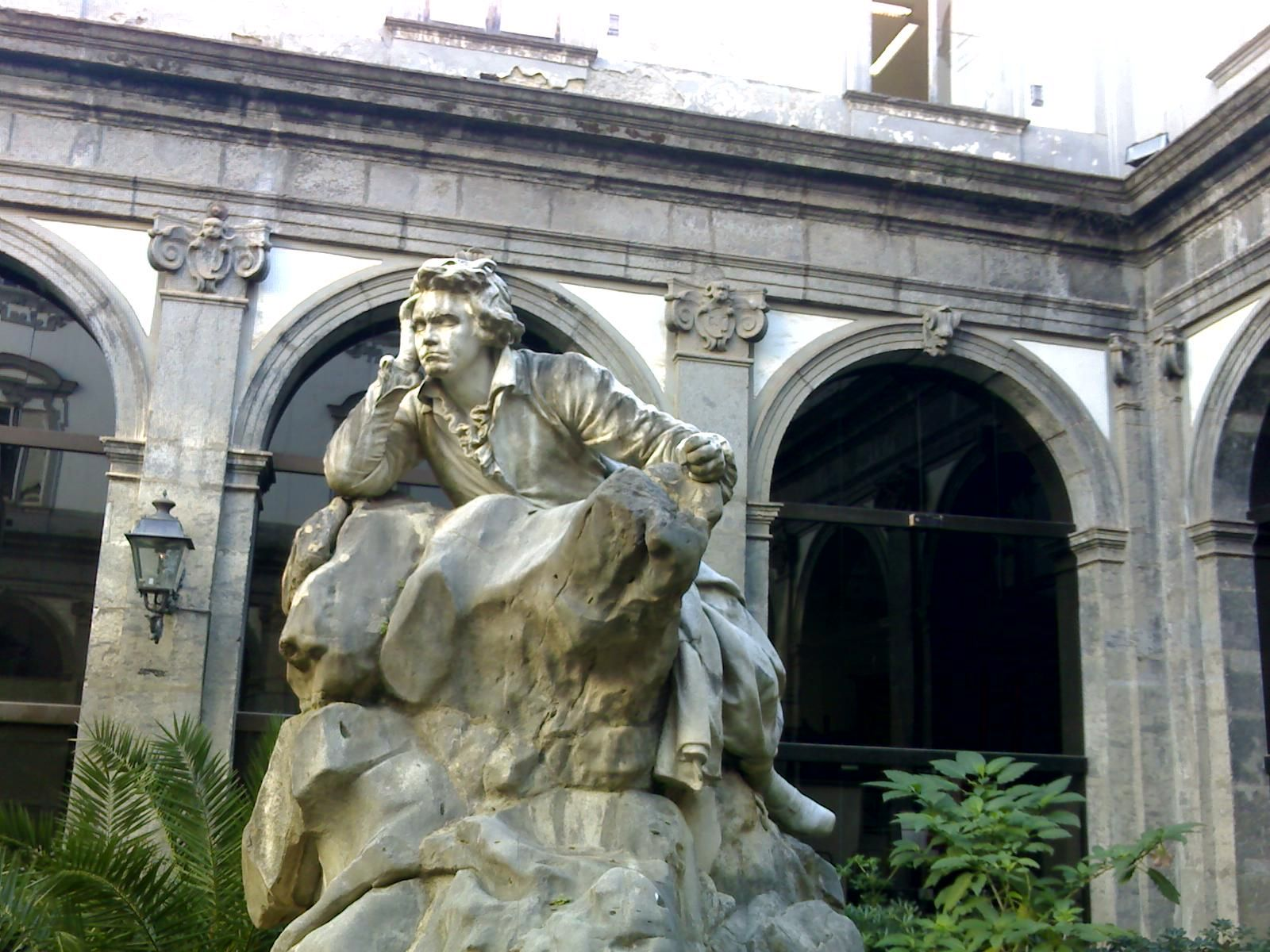
音楽院中庭に置かれたベートーヴェン像

1808年の成立以後、音楽院は著名な音楽家を輩出し続けてきた。以下に代表的な人物を挙げる。
- ジョヴァンニ・パイジエッロ
- ガエターノ・ドニゼッティ
- ジローラモ・クレシェンティーニ
- フランチェスコ・チレア
- サヴェリオ・メルカダンテ
- アレッサンドロ・ロンゴ
- ロベルト・デ・シモーネ
- アキッレ・ロンゴ（イタリア語版）
- パオロ・デンツァ（イタリア語版）
- パオロ・セッラーオ
- ジュゼッペ・マルトゥッチ
- ヴィンチェンツォ・ヴィターレ（イタリア語版）
- ラウロ・ロッシ
- カミッロ・デ・ナルディス
- ジャーコモ・トリット
- ジョヴァンニ・フルノ（イタリア語版）
- ロッコ・クリスティアーノ（イタリア語版）
- セルジョ・フィオレンティーノ
- フランコ・アルファーノ
- ルッジェーロ・レオンカヴァッロ
- ブルーノ・カニーノ
- マリオ・パスクアーレ・コスタ（イタリア語版）
- フランチェスコ・パオロ・フロンティーニ
- フェデリコ・リッチ
- エルネスト・デ・クルティス
- エドゥアルド・ディ・カプア
- ルイージ・リッチ
- ヴィンチェンツォ・ベッリーニ
- ルイージ・デンツァ
- ヤコポ・ナポリ
- エベ・スティニャーニ
- リッカルド・ムーティ
- フランチェスコ・パストゥーラ（イタリア語版）
- フランチェスコ・パオロ・トスティ
- エルネスト・タリアフェッリ
- サルヴァトーレ・アッカルド
- アルド・チッコリーニ
- ヴィンチェンツォ・ベレッツァ（イタリア語版）
- ニコロ・アントニオ・ジンガレッリ
- レオナルド・デ・ロレンツォ
- フェルディナンド・デ・ルチア
- フランチェスコ・フロリーモ
- マリア・カニーリャ
- ジュゼッペ・パタネー
- フランチェスコ・ダヴァロス
- ウンベルト・ジョルダーノ
- ヴィンチェンツォ・パレルモ（イタリア語版）
- ピエロ・マロンチェッリ（イタリア語版）
- ブルーノ・マツォッタ（イタリア語版）
- フランチェスコ・デ・マージ
- ヌンツィオ・ガッロ
- レナート・カロゾーネ
- ロベルト・プレガディオ